# ジャン＝カルロ・メノッティ
ジャン・カルロ・メノッティ（Gian Carlo Menotti 1911年7月7日、カデリアーノ＝ヴィコナーゴ - 2007年2月1日、モンテカルロ）は、イタリア出身のアメリカ合衆国のオペラ作曲家・台本作家。アメリカにおけるクリスマス・オペラの定番『アマールと夜の来客』（Amahl and the Night Visitors, 1951年）が代表作。「二つの世界」音楽祭（別名スポレート音楽祭）などのフェスティバルの設立にも関わった。エリオット・カーターと並んでアメリカ合衆国における長老作曲家の一人。

## 経歴
イタリア王国ロンバルディア州出身。8人兄弟の6番目に生まれる。祖父はカデリアーノ＝ヴィコナーゴの市長であった。7歳で作曲を始め、11歳で自ら台本を書いて最初のオペラ『ピエロの死』を作曲する。1923年にミラノのヴェルディ音楽院に入学する。コーヒー商人をしていた父親に先立たれると、母親とともに渡米し、アルトゥーロ・トスカニーニの推薦状とともにフィラデルフィアのカーティス音楽院に進学、ロザリオ・スカレロより作曲の指導を受ける。同世代の同校出身者にはレナード・バーンスタインやルーカス・フォス、ニーノ・ロータ、サミュエル・バーバーなどがいるが、そのうち1歳年上のサミュエル・バーバーとは在学中に知り合い、その後長らく同性愛の関係を続けた。メノッティはバーバーのオペラのうち『ヴァネッサ』（Vanessa）と『ブリッジ遊び』（A Hand of Bridge）に台本を提供しただけでなく、フランコ・ゼフィレッリ台本のバーバーのオペラ『アントニーとクレオパトラ』（Antony and Cleopatra）の改訂と再上演も行っている。
メノッティの最初の成熟したオペラ『アメリア舞踏会へ行く』（Amelia al Ballo, 1937年）は、まだカーティス在籍中に、自作のイタリア語の台本に曲付けしたものだった。この他のイタリア語オペラは、『島の神』（1942年）と『最後の野蛮人』（1963年）ぐらいしかない。メノッティは自作の全ての台本を自ら執筆している。最も成功した作品は、1940年代から1950年代にかけて創作された。母校カーティスで教鞭を執ったことがあり、そのうち最も成功した門人に作曲家のスタンリー・ホリングワースがいる。
『アメリア舞踏会へ行く』があまりに好評だったため、NBCからラジオ向けオペラを2曲委嘱される。まず最初に書き下ろされたのが『老嬢と泥棒』（The Old Maid and the Thief, 『泥棒とオールドミス』とも, 1939年）だった。これに続いて、バレエ音楽『セバスチャン』（1944年）とピアノ協奏曲（1945年）を完成させてから、『霊媒』（The Medium, 1946年）と『電話』（The Telephone, 『電話、または三角関係』（The Telephone, or L'Amour à trois）とも, 1947年）によってオペラに復帰する。
『電話』は現代的な素材を扱ったオペラとして特に注目される。男が婚約を申し込みに恋人の家へ行くと、電話が鳴ってことごとく邪魔され、最後は男も恋人の家を立ち去ってから電話でプロポーズするという内容の喜劇。同じ電話を扱ったオペラであるフランシス・プーランクの『人間の声』は悲劇で、対照的である（両方とも1幕ものの短編オペラであり、両者を一夜で上演することも可能である）。ソニーの会長だった大賀典雄はバリトン歌手としてドイツ留学時代、このメノッティの『電話』をSPレコードに録音している。
それまで1幕オペラばかりを書き継いできたメノッティであったが、1950年の『領事』（The Consul, 全3幕）によってこの習慣を破る。同年これが初演されると、ピューリッツァー賞に輝き、1954年にはニューヨーク演劇サークル批評家賞年間大賞も授与された。1951年に愛すべきクリスマス・オペラ（テレビ・オペラと銘打たれている）『アマールと夜の来客』を作曲する。
1958年にイタリアにスポレート音楽祭を創設した。1977年にはサウスカロライナ州のチャールストンに米国スポレート音楽祭も併設した。しかし、1993年にこれを辞してローマ歌劇場の支配人となった。
1984年に芸術界における長年の功労に対してケネディ・センター名誉賞を授与され、1991年に音楽雑誌「ミュージカル・アメリカ」の「今年の顔」に選ばれた。
『アントニーとクレオパトラ』が酷評され、鬱とアルコール依存に陥ったサミュエル・バーバーとの関係が冷え込むと、メノッティは彼との同性愛関係を終わらせるとともに、30年間にわたって同棲していたニューヨーク州マウント・キスコのカプリコーンの家屋を1970年に売り払ったが、友人としての関係は終生保った。その後はトーマス・シッパーズと関係を結んだ。シッパーズは1977年に、バーバーは1981年に鬼籍に入った。
メノッティは1974年にアメリカを去り、スコットランド・イースト・ロージアンのギフォードにあるツィードデール侯爵邸宅に移り住んだ（この家の音響効果が気に入ったため）。その後はアメリカとヨーロッパを往復する生活を送り、2007年にモンテカルロの病院で死去。ギフォードのYester Kirkに埋葬された。バーバーは、遺言で自分の墓石の隣にメノッティのための区画を用意させていたが使われることはなく、代わりに記念碑が建てられた。
メノッティの影響力は、クラシック音楽界を超えてポピュラー音楽にまで及んでいる。国際的なベストセラー歌手ローラ・ブラニガンは、1980年代から1990年代にかけて出したいくつかのアルバムに、発声教師としてメノッティの名を挙げている。
メノッティは『セバスチャン』以外にもいくつかのバレエ音楽を作曲しており、合唱曲も手懸けている。そのうち最も著名なのは、カンタータ『ブリンディジ司教の死』（The Death of the Bishop of Brindisi, 1963年）である。このほかにヴァイオリン協奏曲や舞台劇『らいを病む人』（The Leper）、交響曲第1番『ハルシオン』（The Halcyon）などがある。とはいえ、メノッティがアメリカ文化に対して最もよく貢献したのは、やはりオペラの分野においてであった。

## 作品
- アメリア舞踏会へ行く（英語版） Amelia al Ballo (1937年)
- 老嬢と泥棒（英語版） The Old Maid and the Thief (1939年)
- 島の神（英語版） The Island God (1942年)
- Sebastian (1944年)
- 霊媒（英語版） The Medium (1946年)
- 電話 The Telephone (1947年)
- 領事（英語版） The Consul (1950年)
- アマールと夜の来客 Amahl and the Night Visitors (1951年)
- ブリーカー街の聖人（英語版） The Saint of Bleeker Street (1954年)
- ユニコーン、ゴーゴンおよびマンティコーア（英語版） The Unicorn, the Gorgon, and the Manticore (1956年)
- マリア・ゴロヴィン（英語版） Maria Golovin (1958年)
- テレビ・オペラ「迷宮（英語版）」 Labyrinth (1963年)
- 最後の野蛮人（英語版） The Last Savage (1963年)
- マーティンの嘘（英語版） Martin's Lie (1964年)
- 助けて、助けて、宇宙人がやってきた!（英語版） Help, Help, the Globolinks! (1968年)
- 最重要人物 The Most Important Man (1971年)
- タムタム Tamu-Tamu (1973年)
- 卵 The Egg (1976年)
- ヒーロー（英語版） The Hero (1976年)
- ジプシー裁判 The Trial of the Gypsy (1978年)
- チップの飼い犬 Chip and his Dog (1979年)
- La Loca (1979年)
- Missa 'O Pulchritudo (1979年)
- 冥府から来た花嫁 A Bride from Pluto (1982年)
- 大きくなりすぎた坊や（英語版） The Boy Who Grew Too Fast (1982年)
- ゴヤ Goya (1986年、1991年改訂)
- 結婚 The Wedding (Giorno da Nozze) (1988年)
- 歌う子供 The Singing Child (1993年)

## 関連文献
- Wlaschin, Ken, Gian Carlo Menotti on Screen: Opera, Dance and Choral Works on Film, Television and Video. McFarland & Company, 1999. ISBN 0-7864-0608-9
- Gruen, John, Menotti: A Biography. Macmillan Pub. Co, 1978. ISBN 0-02-546320-9.